# Jaffar Bambirra
Jaffar Bambirra (Rio de Janeiro, 14 de janeiro de 1998) é um ator e cantor brasileiro.

## Carreira
Bambirra cresceu no meio teatral, e aos catorze anos, fez sua primeira participação em uma novela, Rebelde, da Record, como membro do elenco de apoio. Posteriormente, entrou para a Escola de Atores Wolf Maya, e enquanto aprofundava sua formação como ator, Bambirra se introduzia no mundo da música, criando seu próprio canal no YouTube, no qual ele publicava covers e canções autorais.
Em 2017, Bambirra recebeu seu primeiro grande papel na televisão, ao viver Márcio na novela Pega Pega, da Globo, na qual ele contracenou com Danton Mello, que interpretava seu pai, e formou um bem sucedido par com Bebeth, vivida pela também iniciante Valentina Herszage.
Em 2018, fez o introvertido Leonardo de O Sétimo Guardião, também na Globo, personagem que desejava ser cineasta, área de interesse de Bambirra, e também vivia uma relação apimentada com Rita de Cássia, a esposa do delegado da cidade, que era vivida por Flávia Alessandra. Após a novela, fez sua estreia nos cinemas no filme Estação Rock, onde deu vida ao guitarrista Pimenta, esteve no aclamado Minha Mãe É Uma Peça 3, e foi Igor no filme Ricos de Amor, da Netflix. Ele também lançou músicas autorais no Spotify, como Quando Fui Seu Par, Kimbala e Ilustração, que ganhou um clipe com a participação da atriz Pally Siqueira e teve a direção de sua mãe, Nadia Bambirra.
Em 2021, foi o romântico Murilo em Quanto Mais Vida, Melhor!, na qual ele pôde explorar a sua faceta como músico, já que essa era a profissão de seu personagem, e ainda emplacou Quando Fui Seu Par na trilha sonora da novela. Nesta novela, Bambirra repetiu o par com Valentina Herszage, que vivia a protagonista Flávia, e ainda se envolveu com Vanda (Ana Hikari) e Ingrid (Nina Tomsic), com quem ele terminou a trama. Esse ano também marcou o lançamento de seu primeiro álbum musical, intitulado O Menino Que Nunca Amou.
Em 2023, voltou a viver Igor para a sequência de Ricos de Amor, foi Jayme Jr., filho da personagem de Ingrid Guimarães no filme Minha Irmã e Eu, e foi Cadé, um dos protagonistas da série A Vida Pela Frente, do Globoplay. Depois, lançou mais um single, Você Venceu, composto em parceria com o também ator Tom Karabachian. No mesmo ano, também gravou Dias Perfeitos, série do Globoplay com previsão de lançamento em 2025 e baseada no livro homônimo de Raphael Montes, na qual vive um dos personagens principais, o sombrio Téo, que sequestra Clarice, personagem de Julia Dalavia. E também viveu Sérgio Sampaio na série Raul Seixas: Eu Sou, também prevista para ser lançada em 2025.
Em 2024, volta ao horário nobre interpretando o ardiloso Iberê, em Mania de Você. Sua parceria com Chay Suede, que interpreta o mau-caráter Mavi, caiu nas graças dos telespectadores, que chegaram a torcer por um romance entre os personagens.

## Vida pessoal
Nascido na cidade do Rio de Janeiro, sua mãe é Nadia Bambirra (1964-2024), que além de atriz, era diretora, produtora, bailarina e professora na Escola de Atores Wolf Maya. O ator teve pouca convivência com o pai, que deixou a família em 2003, e cresceu próximo da avó, da mãe e dos amigos desta. Jaffar estudou Cinema na PUC, relatando que a escolha desse curso foi para compreender o que acontece nos sets de filmagem.
Em 2024, durante as gravações de Mania de Você, iniciou um relacionamento com Gabz, a intérprete da protagonista Viola. Em entrevistas, ele deu declarações afirmando que sua sexualidade é heterossexual, mas que ele está "em desconstrução" e "aberto a novas experiências".

## Filmografia

### Televisão
| Ano  | Título                    | Personagem                   | Ref.   |
| ---- | ------------------------- | ---------------------------- | ------ |
| 2017 | Pega Pega                 | Márcio Borges                | [ 2 ]  |
| 2018 | O Sétimo Guardião         | Leonardo Lounge Mondim (Léo) | [ 3 ]  |
| 2021 | Quanto Mais Vida, Melhor! | Murilo                       | [ 6 ]  |
| 2023 | A Vida Pela Frente        | Carlos André (Cadé)          | [ 22 ] |
| 2024 | Mania de Você             | Iberê Bocaiúva               | [ 15 ] |
| 2025 | Raul Seixas: Eu Sou       | Sérgio Sampaio               | [ 13 ] |
| 2025 | Dias Perfeitos            | Téo                          | [ 12 ] |

### Cinema
| Ano  | Título                 | Personagem               | Ref.   |
| ---- | ---------------------- | ------------------------ | ------ |
| 2019 | Estação Rock           | Pimenta                  |        |
| 2019 | Minha Mãe É Uma Peça 3 | Marcos                   |        |
| 2020 | Ricos de Amor          | Igor Souza Trancoso/Teto |        |
| 2023 | Ricos de Amor 2        | Igor Souza Trancoso/Teto |        |
| 2023 | Minha Irmã e Eu        | Jayme Jr.                | [ 10 ] |